# Зальцбург (Вестервальд)
Зальцбург (нем. Salzburg) — община в Германии, в земле Рейнланд-Пфальц.
Входит в состав района Вестервальд. Подчиняется управлению Реннерод. Население составляет 220 человек (на 31 декабря 2010 года). Занимает площадь 2,30 км².